# Хамадаяма (станция)
Станция Хамадаяма (яп. 浜田山駅 хамадаяма эки) — железнодорожная станция на линиях Инокасира, расположенная в специальном районе Сугинами, Токио. Станция была открыта 1-го августа 1933 года.

## Планировка станции
2 пути и 1 платформа островного типа.
| 1 | ■ Линия Инокасира | Кугаяма ・ Китидзёдзи                            |
| 2 | ■ Линия Инокасира | Эйфукутё ・ Мэйдаймаэ ・ Симо-Китадзава ・ Сибуя |

## Близлежащие станции
| «                           | «               | Вид обслуживания | »               | »               |
| Линия Инокасира             | Линия Инокасира | Линия Инокасира  | Линия Инокасира | Линия Инокасира |
| --------------------------- | --------------- | ---------------- | --------------- | --------------- |
| Express: не останавливается |                 |                  |                 |                 |
| Ниси-Эйфуку                 | Ниси-Эйфуку     | Local            | Такаидо         | Такаидо         |